# Cynorkis lindleyana
Cynorkis lindleyana är en orkidéart som beskrevs av Johan Hermans. Cynorkis lindleyana ingår i släktet Cynorkis, och familjen orkidéer. Inga underarter finns listade i Catalogue of Life.